# Médis
Médis is een gemeente in het Franse departement Charente-Maritime (regio Nouvelle-Aquitaine). De plaats maakt deel uit van het arrondissement Saintes. Médis telde op 1 januari 2022 3.041 inwoners.

## Geografie
De oppervlakte van Médis bedroeg op 1 januari 2022 23,46 vierkante kilometer; de bevolkingsdichtheid was toen 129,6 inwoners per km².
De onderstaande kaart toont de ligging van Médis met de belangrijkste infrastructuur en aangrenzende gemeenten.

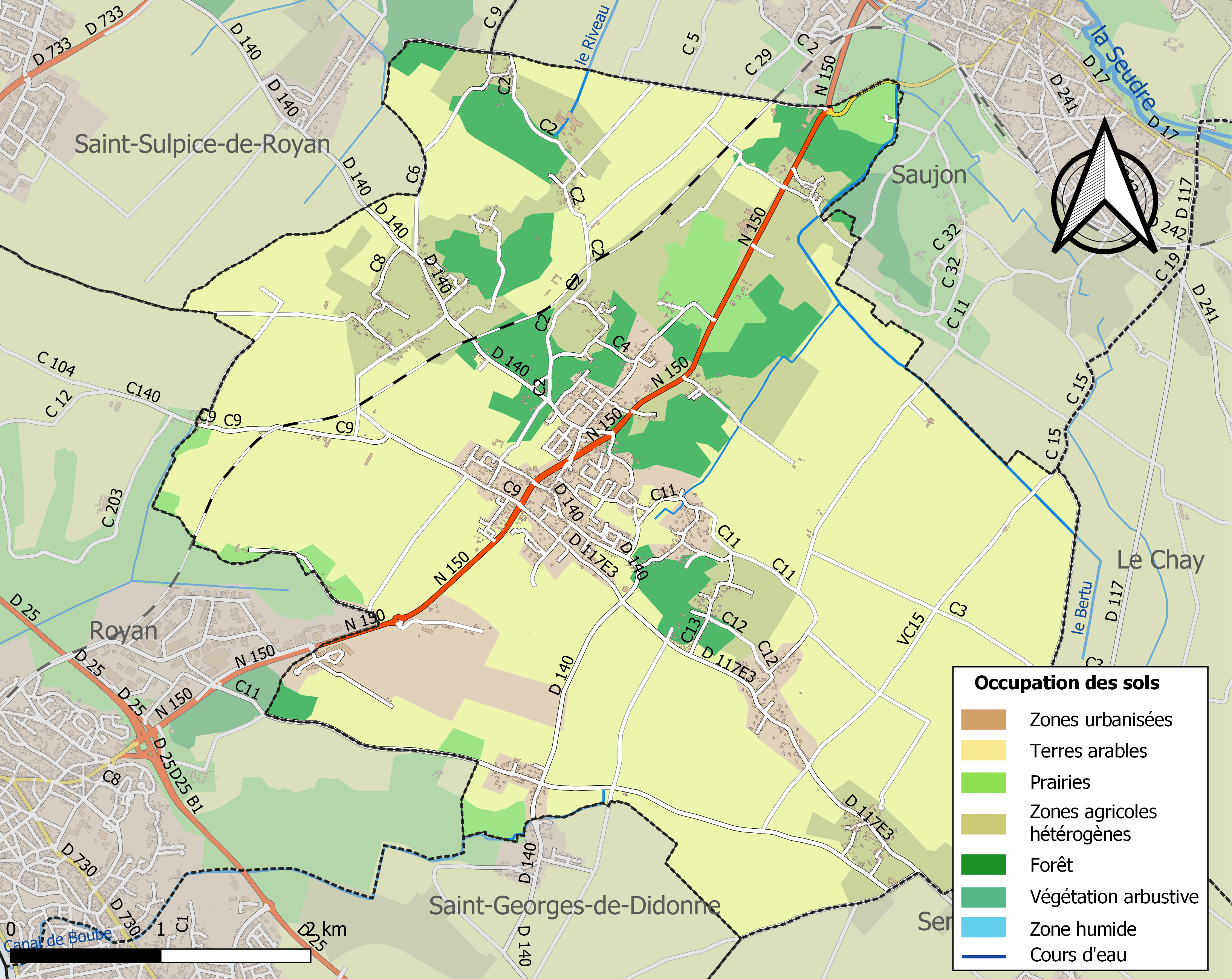

## Demografie
Onderstaande figuur toont het verloop van het inwonertal (bron: INSEE-tellingen).